# アペラ (小惑星)
アペラ (988 Appella) は、小惑星帯の小惑星。ワルシャワ生まれの天文学者ヴェニアミン・ジェコフスキーがアルジェのブーザレアー天文台で発見した。
フランスの数学者ポール・エミール・アペルから命名された。